# Philoporatia knipperi
Philoporatia knipperi är en mångfotingart som beskrevs av Kraus 1958. Philoporatia knipperi ingår i släktet Philoporatia och familjen Harpagophoridae. Inga underarter finns listade i Catalogue of Life.